# Vincent et le Docteur
Vincent et le Docteur (Vincent and the Doctor) est le 10e épisode de la cinquième saison de la deuxième série de la série télévisée britannique de science-fiction Doctor Who. Écrit par Richard Curtis, il a été diffusé pour la première fois le 5 juin 2010 sur BBC One. Le Docteur et sa compagne Amy Pond combattent aux côtés de Vincent van Gogh un monstre que seul le peintre peut voir.

## Synopsis
Le Docteur emmène Amy au Musée d'Orsay à Paris, où ils admirent les œuvres du peintre postimpressionniste Vincent van Gogh. Tandis qu'un conférencier d'art, le docteur Black, parle au groupe qu'il accompagne de l'œuvre de van Gogh, Amy remercie le Docteur de l'avoir amenée là. Une toile en particulier, L'Église d'Auvers-sur-Oise, attire l'œil du Docteur, et il décide qu'ils doivent voyager dans le temps afin de parler à van Gogh lui-même.

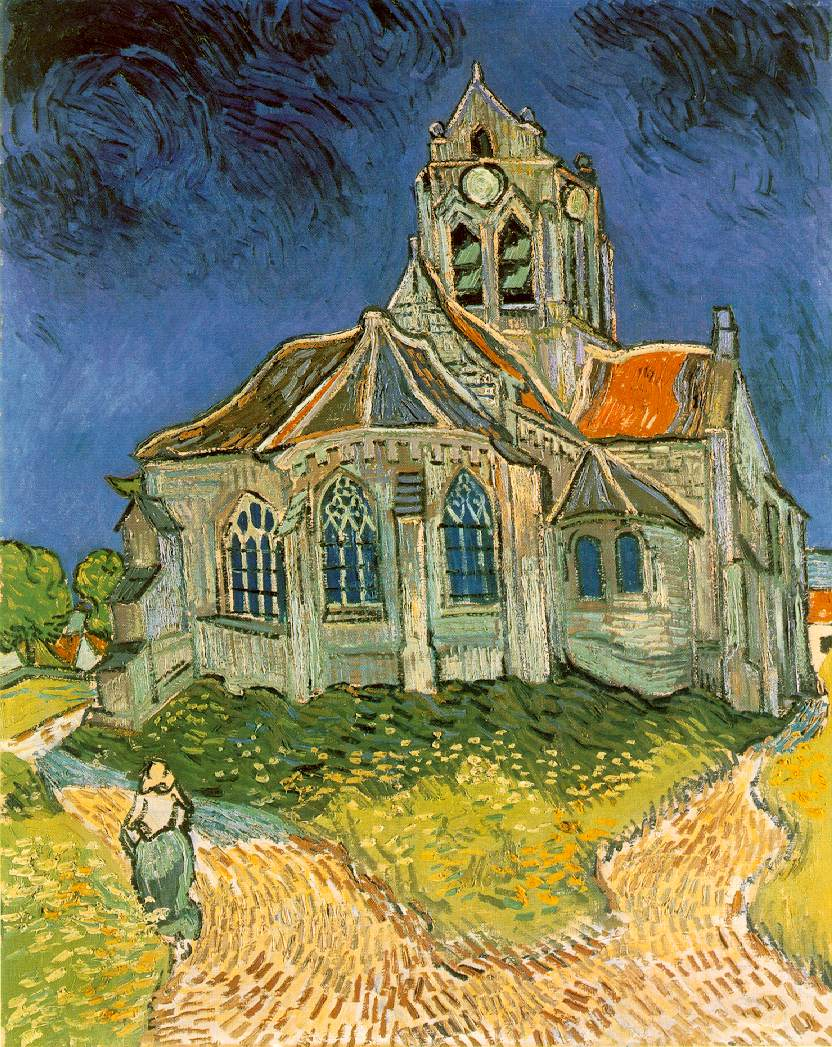
Un visage maléfique apparaît à l'une des fenêtres de L'Église d'Auvers-sur-Oise

En 1890 à Arles, en France, ils retrouvent la trace de van Gogh dans un café local où l'artiste ne paie jamais ses consommations et s'est acquis une mauvaise réputation. Le Docteur tente de l'amadouer, mais le peintre, soupçonneux, le rabroue avec colère. Amy, cependant, parvient à s'attirer rapidement ses bonnes grâces. Le Docteur aborde maladroitement la question du tableau et de l'église autour d'une bouteille de vin, mais le trio est interrompu par des cris de femme. Ils se ruent dans une venelle et trouvent une jeune fille morte, déchiquetée par un assaillant inconnu ; sa mère désespérée accuse la folie de van Gogh d'avoir un rôle dans le sort de sa fille. On les chasse avec des pierres et Vincent dit au Docteur qu'un meurtre similaire a été commis une semaine auparavant.
Le peintre leur offre l'hospitalité. Sa petite maison est remplie de peintures que l'artiste considère avec tristesse comme sans valeur pour tout autre que lui-même. Cependant, en dépit de son faible amour-propre, il croit que l'univers est rempli de davantage de merveilles qu'on peut l'imaginer. Plus tard, Amy est attaquée à l'extérieur de la maison par une créature que seul Vincent peut voir. Le Docteur tente de l'aider, mais c'est Vincent qui la chasse et les sauve tous les deux. De retour à l'intérieur, Vincent fait un croquis de la créature pour le Docteur, qui réussit à l'identifier : c'est un Krafayis, un dangereux prédateur qui chasse habituellement en groupe. Celui-ci a été abandonné sur Terre.
Vincent promet de les aider à l'arrêter, mais quand le Docteur lui assure qu'après cela ils le laisseront en paix, il s'enferme dans sa chambre et éclate en sanglots. Le Docteur va le voir et Vincent lui dit que tout le monde l'abandonne à la fin, oublié et sans espoir. Le Docteur tente de montrer sa sympathie, mais Vincent devient furieux et lui ordonne de partir. Frustré et triste pour Vincent, le Docteur dit à Amy qu'ils s'en vont, mais que tout d'abord il leur faut vaincre la créature eux-mêmes. Alors qu'ils rassemblent leurs affaires et se préparent à partir, Vincent apparaît, son humeur a changé, il est habillé et prêt à partir avec eux, décidé à les aider. Quand ils atteignent l'église, Vincent commence à peindre. Des heures plus tard, l'artiste voit la bête à l'intérieur, scrutant à travers une fenêtre. Le Docteur prévoit d'étourdir la créature avec son tournevis sonique, et demande à Vincent et Amy de ne pas le suivre.

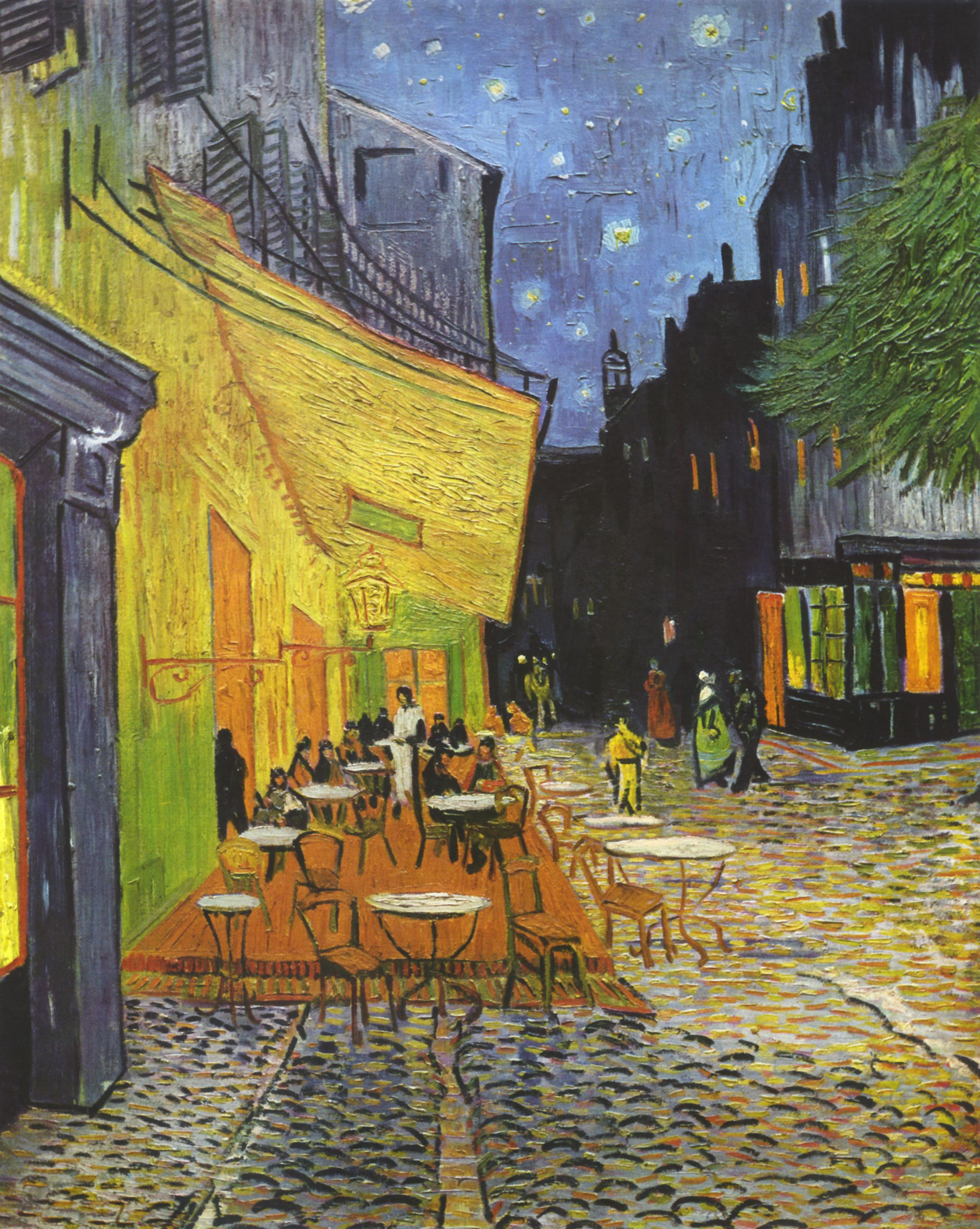
Terrasse du café le soir - Le café à Arles où le Docteur et Amy trouvent Vincent

À l'intérieur, le Docteur découvre que son plan n'est guère aisé à mettre en œuvre, et de l'extérieur Vincent voit qu'en fait la créature est maintenant à la poursuite du Docteur. Amy se rue dans l'église, et tous deux sont forcés de se dissimuler dans un confessionnal. Ils sont sauvés par Vincent qui repousse la créature avec une chaise, permettant aux trois de battre en retraite et se cacher. Le Docteur tente de négocier avec la créature, mais échoue. Vincent décrit les mouvements de la créature, disant qu'elle tâte son chemin autour de la pièce. Le Docteur finit par comprendre que le Krafayis est aveugle, et que c'est pourquoi il a été abandonné par sa meute. Finalement, la créature charge le groupe. Vincent tente de la repousser avec son chevalet, mais la créature s'empale dessus, ce que l'artiste ne voulait pas. Alors que le Krafayis agonise, le Docteur réalise qu'il a peur, et il le caresse et le réconforte de son mieux tandis qu'il rend son dernier souffle.

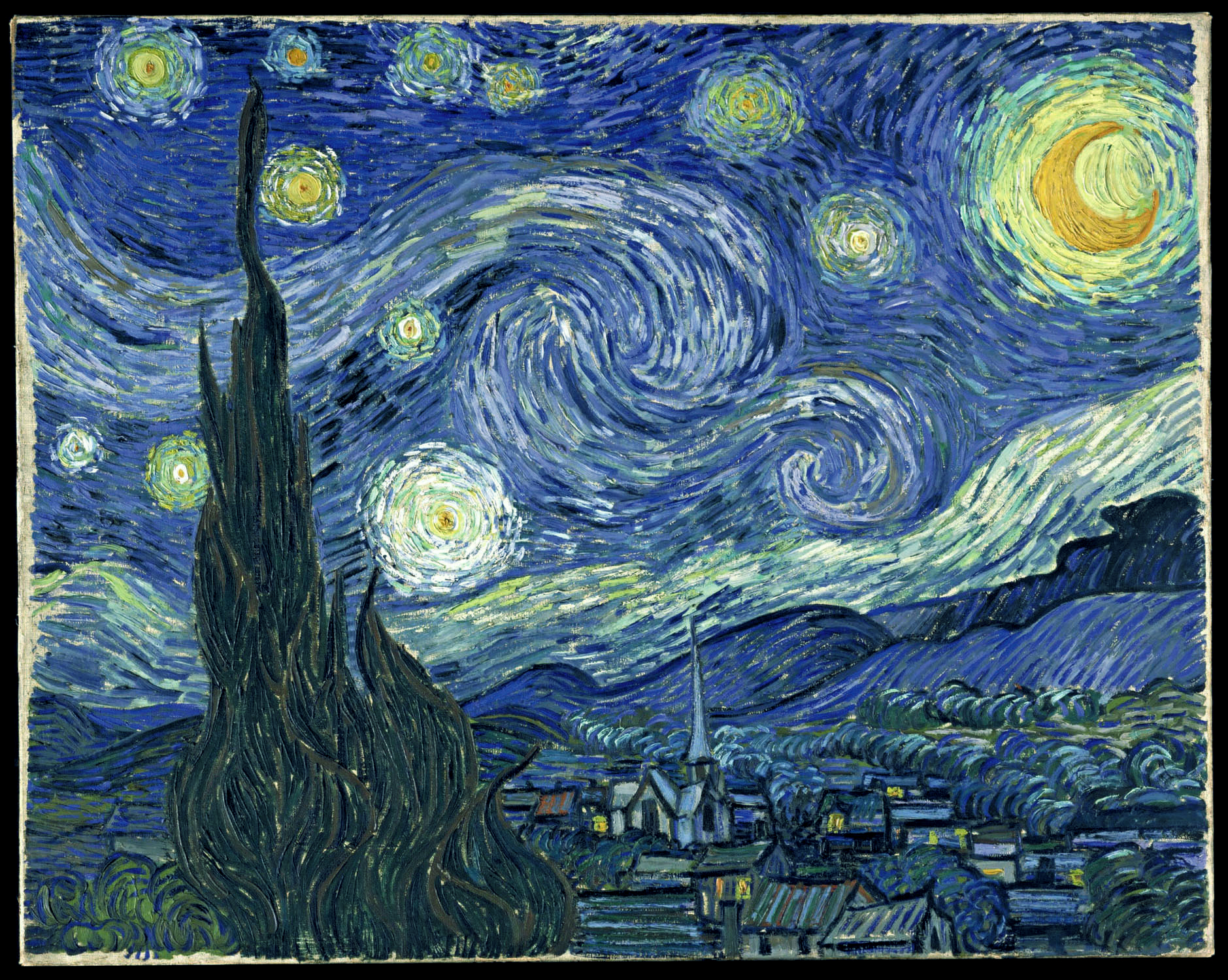
Nuit étoilée - la vision que Vincent a partagée avec le Docteur et Amy

Le matin, ils font leurs adieux, mais avant qu'ils partent, le Docteur dit à Vincent qu'il souhaite d'abord lui montrer quelque chose. Tous les trois montent dans le TARDIS et entament un voyage vers le Musée d'Orsay en 2010. En réponse à une question du Docteur, le docteur Black se lance dans un fervent éloge de van Gogh et de son travail, émouvant ce dernier aux larmes. Le Docteur et Amy le ramènent ensuite à Arles à sa propre époque, où Vincent dit qu'il sortira avec son chevalet le lendemain en homme changé.
Ils quittent un van Gogh souriant et retournent à nouveau au Musée d'Orsay, où Amy s'attend à découvrir que l'histoire de Vincent a changé, et qu'il a vécu une longue vie et peint bien des nouveaux tableaux. Mais elle ne trouve rien de nouveau, et le docteur Black fait toujours une conférence à un groupe en parlant du suicide de van Gogh à l'âge de 37 ans, ce qui bouleverse Amy. Cependant, L'Église d'Auvers-sur-Oise ne montre plus la bête à la fenêtre, et son Vase avec douze tournesols porte désormais la dédicace : « Pour Amy ».

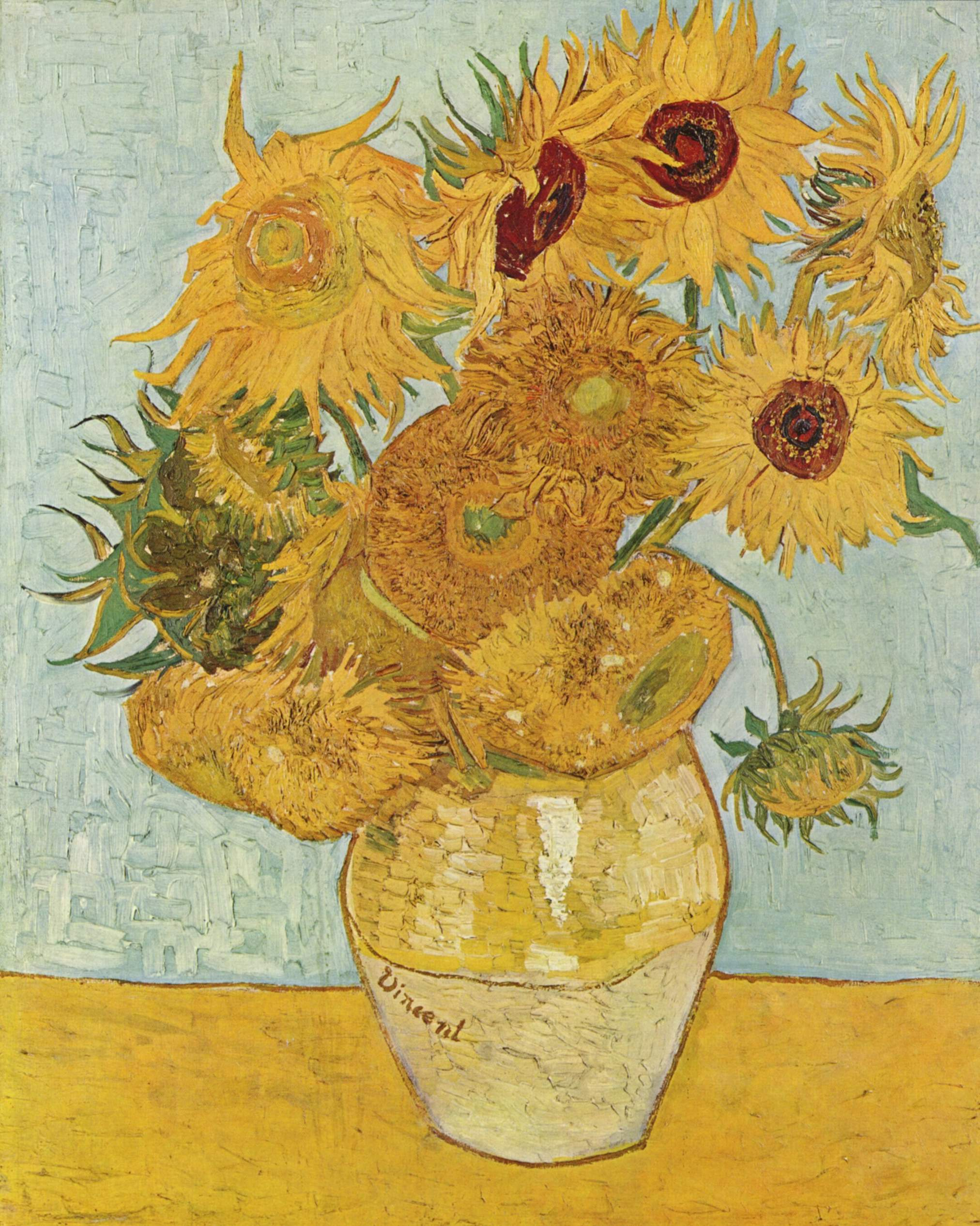
« Pour Amy »

### Continuité
- Une image du premier puis du deuxième Docteur (William Hartnell et Patrick Troughton) apparaissent sur l'écran de l'appareil que le Docteur utilise pour identifier la créature invisible.
- L'épisode fait plusieurs références à Rory, tué et « effacé » dans l'épisode précédent et dont Amy ne se souvient plus parce qu'il a été absorbé par la faille du temps. Avant de quitter Vincent, Amy dit qu'elle « n'est pas du genre à se marier », alors qu'elle s'apprêtait à se marier avec Rory. Le Docteur se trompe une fois en appelant « Amy, Rory », provoquant l'interrogation de la jeune femme.
- On peut voir le logo du magasin Magpie Electrical sur une étiquette sur le tableau de bord du TARDIS (vue précédemment dans « L'Hystérique de l'étrange lucarne »)